# Euceratocerini
Euceratocerini es una tribu de escarabajos polífagos pertenecientes a la familia Ptinidae, subfamilia Anobiinae.

## Géneros
- Actenobius
- Ctenobium
- Euceratocerus
- Xeranobium